# Boire, fumer et conduire vite
Boire, fumer et conduire vite est une pièce de théâtre écrite par Philippe Lellouche en 2009.

## Les représentations
Boire, fumer et conduire vite a été mise en scène par Marion Sarraut et représentée lors des saisons 2009-2010 à La Grande Comédie et 2010-2011 au Théâtre de la Renaissance. Cette comédie dramatique met en scène Vanessa Demouy, David Brécourt, Christian Vadim et Philippe Lellouche.
La pièce a été reprise en 2011 avec Marie Fugain, en 2012-2013 à la Comédie de Nice avec Arsène Mosca, Guillaume Eymard, David Bancel et Audrey J. Stella et en 2013 au théâtre parisien de La Grande Comédie avec Julie Bernard, Philippe Lelièvre, Zinedine Soualem et Jean-Michel Lahmi.

## Argument
Trois hommes se retrouvent au commissariat le soir d'un 31 décembre pour avoir commis chacun un délit. Pour l'un c'est un excès de vitesse, l'autre pour avoir fumé dans un endroit interdit et le troisième pour avoir été pris en état d'ivresse. Une avocate commise d'office vient les défendre. Après de longues discussions, elle leur dit qu'en réalité, ce n'est pas dans un commissariat qu'ils se trouvent mais bien dans un hôpital, qu'ils sont dans un état comateux et que tous n'en sortiront pas.

## Télévision
La pièce a fait l'objet d'une captation réalisée par Marion Sarraut et a été diffusée à la télévision le 17 janvier 2014 (durée 93 minutes).

## Pièce à succès
À la fin 2013, la pièce a été vue par quelque 350 000 spectateurs lors de plus de 650 représentations.